# Geoffrey Fisher
Geoffrey Francis Fisher, Barão Fisher de Lambeth, GCVO, PC (5 de maio de 1887 - 15 de setembro de 1972) foi Arcebispo da Cantuária entre 1945-1961.

## Biografia
Geoffrey Fisher nasceu em Nuneaton, Warwickshire, e cresceu em Higham on the Hill, Leicestershire. Ele foi criado como anglicano, sendo filho, neto e bisneto de reitores de Higham. Ele foi educado em Marlborough e Exeter College, Oxford. Ele era um assistente mestre na faculdade de Marlborough, quando ele decidiu ser ordenado, tornando-se sacerdote em 1913. Neste momento, as escolas públicas inglesas tinha laços estreitos com a Igreja da Inglaterra.

## Arcebispo de Cantuária
Fisher fez um esforço considerável na tarefa de rever o direito canónico da Igreja da Inglaterra. Os cânones de 1604 estavam naquele momento ainda em vigor, apesar de ser em grande parte fora da data.
Ele presidiu o casamento da Princesa Elizabeth e mais tarde em sua coroação em 1953 como a rainha Elizabeth II. O evento foi realizado na televisão pela primeira vez (a coroação anterior, a de Jorge VI, em 1937, tinha sido filmado por cinejornais).
Ele é lembrado por sua visita ao Papa João XXIII em 1960, a primeira reunião entre o arcebispo de Canterbury e um Papa desde a Reforma Inglesa.

## Aposentadoria e morte
Fisher foi feito um par de vida, com o título de Barão Fisher de Lambeth, de Lambeth no Condado de Londres (Lambeth sendo uma referência para Palácio  de Lambeth, a residência londrina do arcebispo de Cantuária). Por esta altura, a nomeação para a Câmara dos Lordes como um colega havia se tornado uma convenção para se aposentar arcebispos de Cantuária.
Fisher morreu no dia 15 de setembro de 1972 e foi sepultado em uma cripta na igreja de St Andrew, Trent, Dorset, um lugar que ele mesmo tinha escolhido. Ele tinha sido um sacerdote assistente honorário em Trent desde sua aposentadoria. A capela lateral na catedral de Cantuária foi posteriormente dedicado à sua memória, situado junto a uma capela memorial semelhante ao Arcebispo Michael Ramsey.